# Essu
Koordinaten: 59° 26′ N, 26° 22′ O
Essu (deutsch Jeß) ist ein Dorf (estnisch küla) in der Landgemeinde Haljala (Haljala vald) im  estnischen Landkreis Lääne-Virumaa.

## Lage und Beschreibung
Essu liegt acht Kilometer nördlich von Rakvere. Das Dorf hat 332 Einwohner (Stand 2006). Es ist seit 1241 unter dem Namen Gesse urkundlich belegt.
Die Siedlung ist wesentlich älter. Archäologen haben bei Ausgrabungen 1903/1905 in Essu Funde der mesolithischen Kunda-Kultur nachgewiesen. Zu Funden des 19. Jahrhunderts gehören auch Dirhem-Münzen der Abbassiden-Dynastie aus dem 9. Jahrhundert.

## Gut Essu

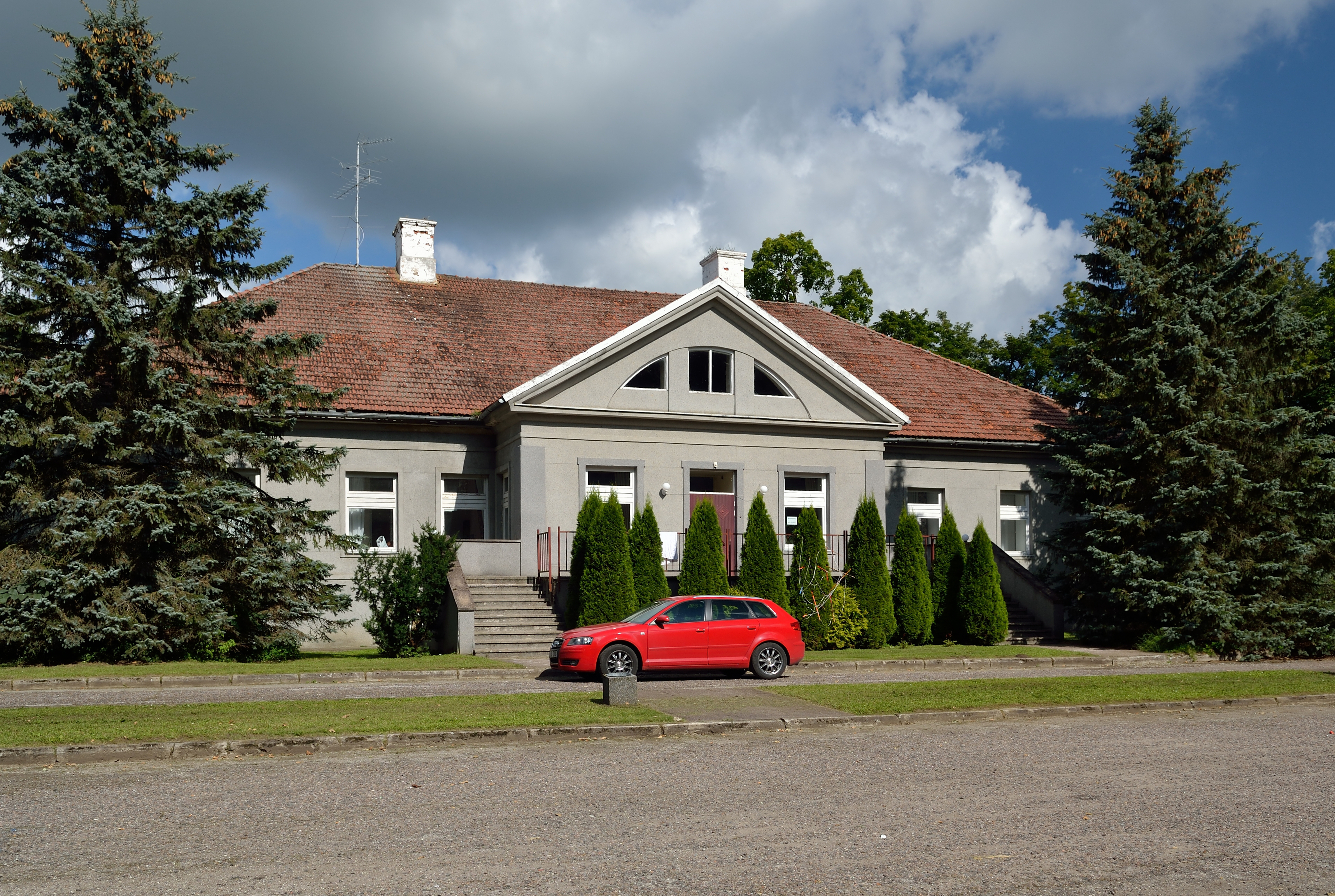

Das Rittergut Essu wurde erstmals 1496 urkundlich erwähnt. Es gehörte spätestens ab 1402 für dreieinhalb Jahrhunderte zum Eigentum der adligen deutschbaltischen Familie Wrangel (auch Wrangell).
Zur Mitte des 18. Jahrhunderts gelangte Essu in den Besitz der Familie Krusenstern. Im 19. Jahrhundert gehörte es den Familien Dellingshausen und anschließend Ungern-Sternberg. Letzte Eigentümerin vor der Enteignung im Zuge der estnischen Landreform 1919 war Julie Baronin Ungern-Sternberg.
In den 1820er und 1830er Jahren entstand das eingeschossige Herrenhaus im klassizistischen Stil. 1894 gestaltete es der Architekt Friedrich Modi im Stil des Historismus um. Auf das Herrenhaus führt eine vierhundert Meter lange Allee.
Die meisten Nebengebäude stammen aus dem 19. Jahrhundert. Hierzu gehören das Verwalterhaus, eine Schnapsbrennerei sowie mehrere Lagerhäuser. Zum Gut gehört auch ein acht Hektar großer Park.
1974 wurde Essu zu einem Kolchos-Zentrum mit Freizeitclub und Kantine umgestaltet. 1978 wurde das Herrenhaus um einen Anbau erweitert.
Seit 1995 steht das Herrenhaus als Gäste- und Konferenzzentrum in Privatbesitz.